# 平山さとみ
平山 さとみ（ひらやま さとみ、1967年9月14日 - ）は日本の女優。本名は平賀由美。神奈川県出身。血液型はO型。身長は157cm。所属事務所はアクターズエージェンシー。

## 代表作

### 映画
- 神と人との間
- 万引き家族

### ドラマ

#### NHK
- そろばん侍 風の市兵衛：お房
- ツバキ文具店：匿名さん
- ミニモニ。でブレーメンの音楽隊：黒田美音子

#### 日本テレビ
- 遺産相続弁護士 柿崎真一 第8話：リポーター

#### TBS
- 囚人のジレンマ：坂田留美

#### フジテレビ
- ほんとにあった怖い話「お墓はどこでしょうか」：長峰美里
- 警察庁特別監察官 氷の女・氷室透子」：浜川優子
- 山村美紗サスペンス「小京都連続殺人事件2」：そばや店員

#### テレビ朝日
- おかしな刑事
- 14：売店売り子
- 16：戸隠花子

### 情報
- ビッグモーニング（TBS）

### その他
- テクノ探偵団（1998年 - 2002年、テレビ東京） - レポーターを持ち回りで担当。
- BSマンガ夜話（1998年5月27日・28日、NHK BS2） - 『寄生獣』と『俺の空』の回でアシスタントを担当。

### ラジオ
- 生島ヒロシのおはよう定食（TBSラジオ）

## 写真集
- 『Shou Shou 平山さとみ写真集』（1998年3月1日 ぶんか社 撮影：藪下修）